# Venustiano Carranza
Venustiano Carranza, mehiški revolucionar in državnik, * 29. december 1859, Cuatro Ciénagas, Coahuila, Mehika, † 21. maj 1920, Tlaxcalantongo, Puebla, Mehika.

Po strmoglavljenju Díaza (1911) je prevzel aktivno vlogo v političnem življenju Mehike, s Huerto, Villo, Zapato in Obregonom se je boril za oblast nad državo in bil v letih 1914-1920 predsednik. Družbene spremembe, ki jih je predlagal, so bile vključene v ustavo leta 1917: podržavljenje rudnih bogastev, obnovitev sistema ejido, cerkvene in delavske reforme.  Ustava ni bila nikoli izvajana v praksi.